# Blå Station
Blå Station är ett svenskt möbelproducerande företag med fokus på möbler för offentlig miljö. 

## Historia
Företaget grundades 1986 av Börge Lindau i Åhus tillsammans med sina barn Mimi Lindau och Johan Lindau, som idag driver företaget. Företagets namn Blå Station är uppbyggt av orden BLÅ, en akronym för Börje, Lindau och Åhus och ordet station har valts för att symbolisera en plats för möten, avsked, glädje och tårar.

## Formgivning
Företaget beskriver själva sitt ursprungliga designkoncept som att kring runda ringar av björk skapa ett varierat program av stolar, bord och pallar, både för hemmet och för offentliga miljöer. De första möblerna som producerades av Blå Station bestod främst i runda former av björk och rostfritt stål.
Företagets uttryckssätt, tillverkningsmaterial och formspråk har förändrats med åren i samarbeten med olika formgivare, som Fredrik Mattson, Stefan Borselius, Jonas Forsman, Cate & Nelson, Osko + Deichmann, Mia Cullin och Tomoyuki Matsuoka.
Företaget arbetar för att ta fram miljömässigt hållbara produkter och har idag fem möbler som är svanenmärkta.

## Utmärkelser
Blå Station har erhållit flera nationella och internationella utmärkelser. Exempel på några av dessa är:
- Design S 2008.[4][5]
- Red dot design award, 2004, 2006, 2007, 2010.[6]
- Forsnäspriset, 2005.[7]
- Guldstolen 2003 och 2005.[8][9]
- Årets Möbel 2003.[10]